# الخطوط الجوية الشرقية الغربية
الخطوط الجوية الشرقية الغربية كانت شركة طيران إقليمية أسترالية تأسّست في تامورث، نيو ساوث ويلز عام 1947. كانت تعملُ الخطوط الجويّة في مراكز المدن الإقليمية الرئيسية وربطت هذه المراكز بعواصم الولايات المختلفة وبحلول الثمانينات كانت ثالث أكبر شركة طيران محليّة في أستراليا. واضطلعت أيضا بصيانتها الثقيلة في تامورث وقامت بتشغيل شبكة من مراكز السفر.

## التاريخ

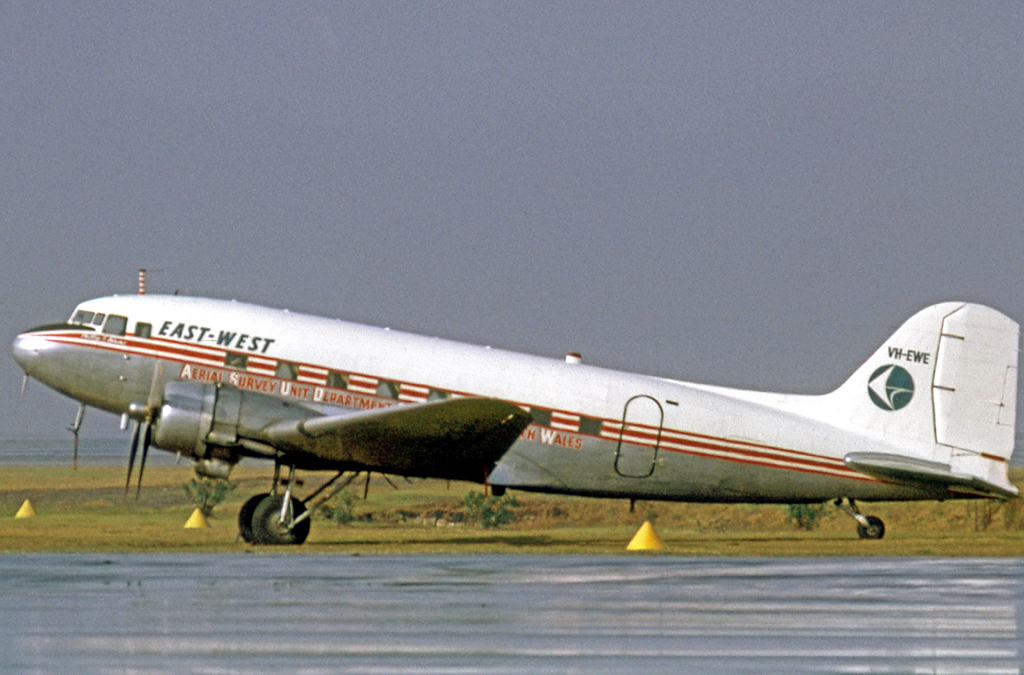
طائره تابعة للخطوط الجوية الشرقية الغربية

تأسّست الخطوط الجوية الشرقية والغربية في عام 1947، بأموال من حوالي 800 من المستثمرين بالتجزئة أساسًا بهدفِ محاربة «احتكارات الطيران في المدينة». وقد تم تداول الأسهم على الفور كشركة عامّة غير مدرجة. خلال تلك الفترة المبكرة؛ كانت القوة العاملة تتألّفُ من المدير باسل براون ومهندس الصيانة ومدير ورشة العمل سيدريك وود. ونتيجة لذلك؛ كانت الشركة قادرة على تنفيذ إجراءات الصيانة مع الحد الأدنى من الميزانية. خصّت طائرة بالتوصيل البريدي العادي في أستراليا بين تامورث، بورت ماكاير ونيوكاسل علي متن طائرة من طراز تايجر أحادية المحرك كما اشترت الشركة طائرات أفرو-إنسون ثنائية المحرك التي سمحت لها بحمل المزيد من الحمولة والركاب.